# Eva Ryynänen
Eva Ryynänen (née Åsenbrygg le 15 juin 1915 à Vieremä – décédée le 18 octobre 2001 à Lieksa) est une sculptrice finlandaise.

## Biographie
De 1934 à 1939 Eva Ryynänen étudie à l'Académie des beaux-arts d'Helsinki. 
Sa première exposition a lieu en 1940. 
Elle a réalisé plus de 500 sculptures dont 50 sont à l'étranger.
Son atelier est situé à Vuonislahti à 28 km de Lieksa dans la direction de Joensuu. 
Son atelier, sa maison et l'église de Paateri située dans la même cour sont des curiosités touristiques.

## Prix et récompenses
- Professeur 1998
- Médaille Pro Finlandia 1977
- Médaille Elias Lönnrot  1997
- Médaille de l'anniversaire du Kalevala 1985
- Statue d'Antti de l'union des journaux locaux 1985
- Le Lieksalainen de l'année, 1991
- Femme internationale de l'année
- Noisetier de Tapio no 3
- Maître de la traite no 2864

## Galerie

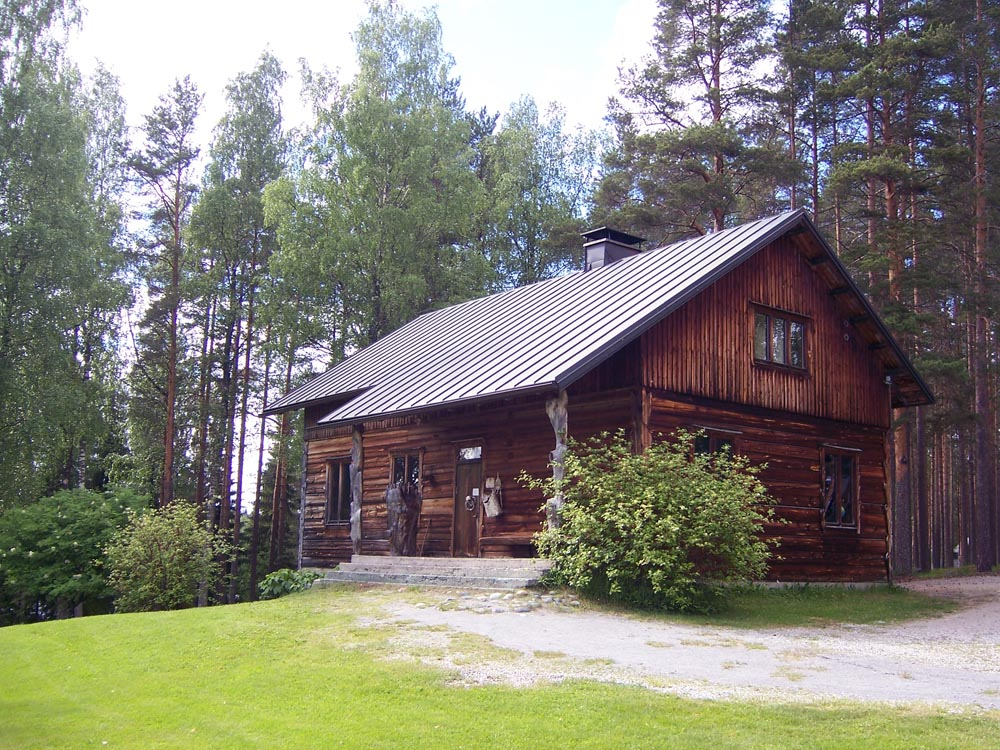
Atelier d'Eva Ryynänen.
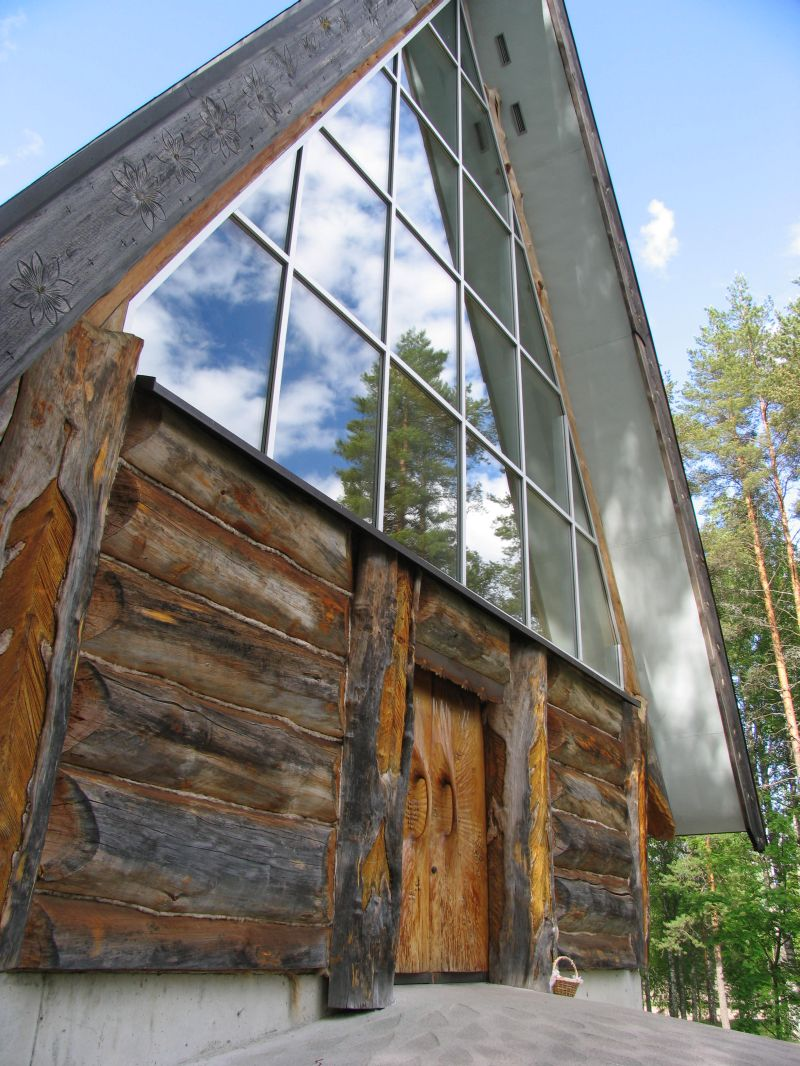
Église de Paateri.
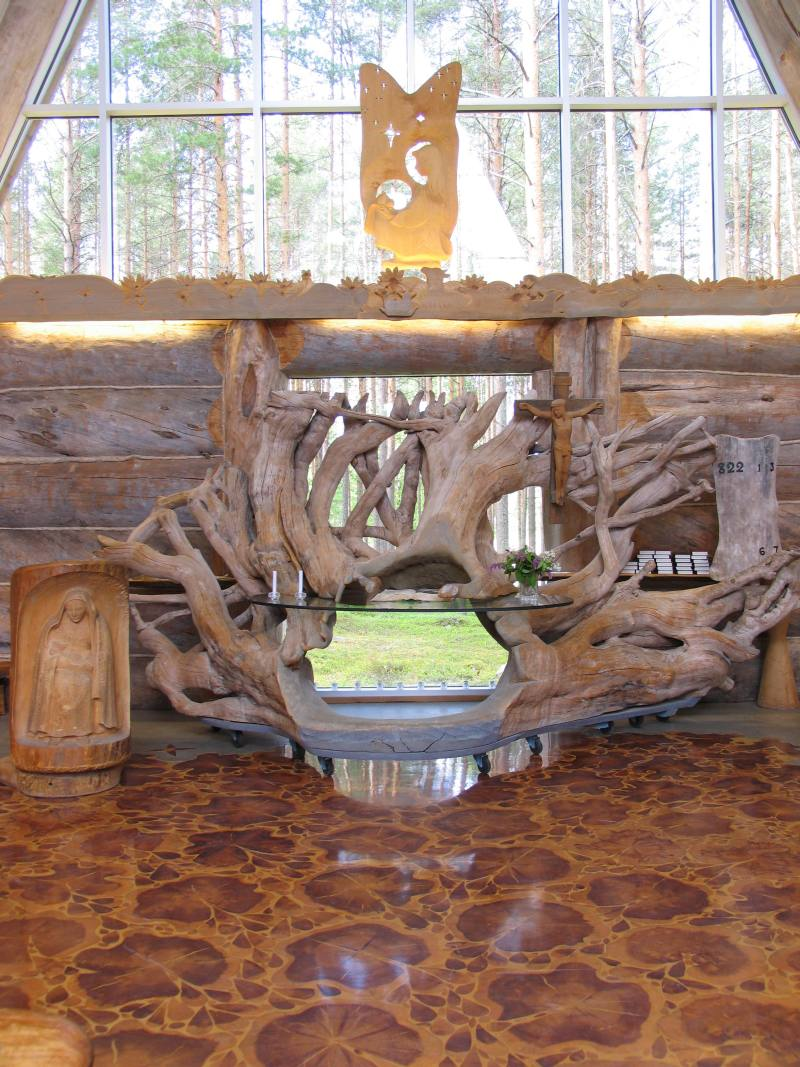
Autel de l'église de Paateri.
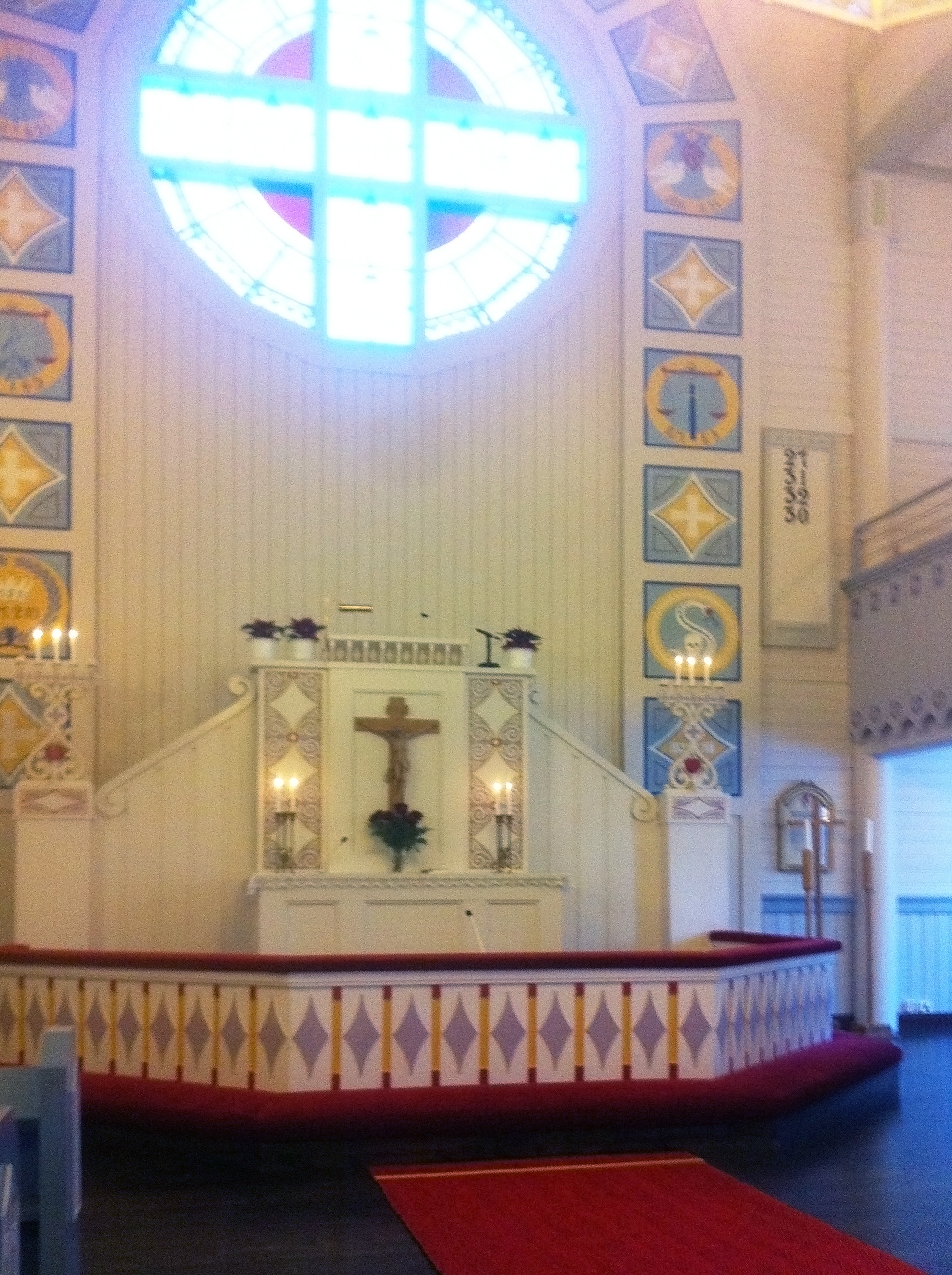
Crucifix de l'Église de Vieremä.